# Egmont Jenny
Egmont Jenny (Rankweil, 7 ottobre 1924 – Tirolo, 19 dicembre 2010) è stato un politico e giornalista italiano, sudtirolese di lingua tedesca.

## Biografia
Figlio di un farmacista del Vorarlberg, dove Jenny nacque, e di un'insegnante lombarda, crebbe a Lana. Il padre optò nel 1939 per la cittadinanza tedesca, ed egli lo seguì, mentre la madre restò cittadina italiana.
Iniziò gli studi in medicina a Bologna, ma li concluse nel dopoguerra ad Innsbruck, specializzandosi poi a Vienna in urologia. Dal 1956 si stabilì a Bolzano dove cominciò ad esercitare la propria attività professionale.
Nel 1960 cominciò a fare attività politica con la Südtiroler Volkspartei, nelle file della quale fu eletto in consiglio regionale e provinciale nel 1964. Nel 1965 fondò, all'interno del partito, la corrente socialdemocratica Südtiroler Arbeitskreis für Sozialen Fortschritt. Nel 1966 fu espulso a causa delle sue posizioni, e fondò, con il supporto del Partito Socialdemocratico d'Austria e del suo leader Bruno Kreisky, la Soziale Fortschrittspartei Südtirols (SFS), con cui fu eletto nuovamente in consiglio nel 1973, raggiungendo l'1,7% dei consensi.
Nel 1978 la SFS non riuscì ad eleggere alcun consigliere, ed il partito rapidamente si dissolse. Jenny aderì alla Sozialdemokratische Partei Südtirols, che lo candidò alle elezioni del 1983, ma senza successo.
Lasciò allora la politica attiva per fondare nel 1985, sempre con l'appoggio del Partito Socialdemocratico d'Austria, il periodico Südtiroler Nachrichten di cui fu editore e direttore fino al termine del 2006
Ha scritto due autobiografie: Bekenntnis zum Fortschritt. Mein Weg zur Sozialdemokratie nel 2007 e - assieme al giornalista Lucio Giudiceandrea - L'intruso. Egmont Jenny e il suo Sudtirolo, libro uscito pochi giorni dopo la sua morte, avvenuta a Tirolo il 19 dicembre 2010 per infarto.